# Béketelep

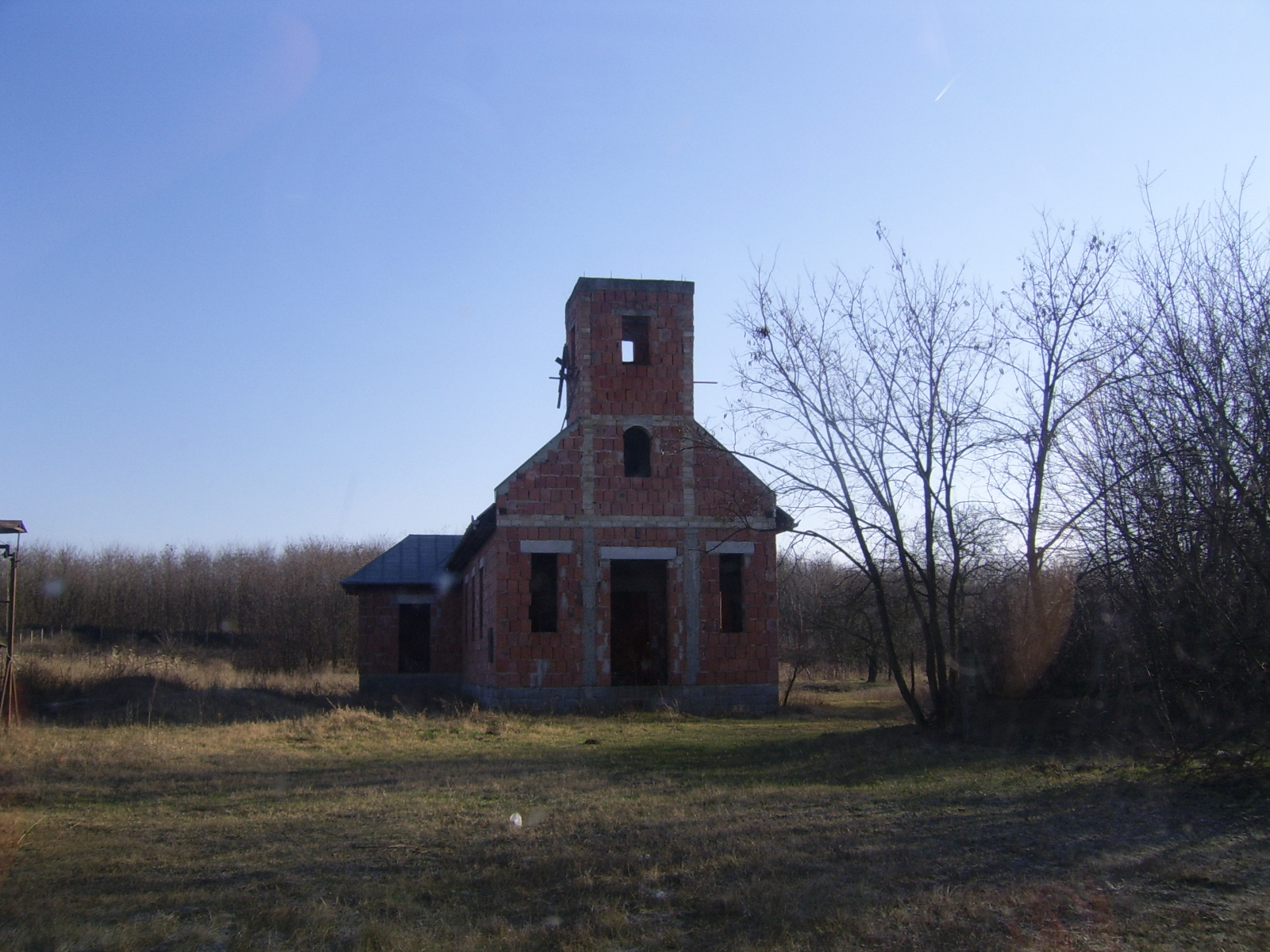
A római katolikus templom

Béketelep (más helyesírás szerint: Béke-telep illetve Béke telep; 1962 előtt: Koczoghtanya) a Szabolcs-Szatmár-Bereg vármegyei Nagykállói járásban fekvő Balkány egyik különálló városrésze. A 2011-es népszámláláskor 120 lakosa volt.

## Fekvése
Balkány központjától 6, a környező különálló településrészek közül Abapusztától 5, Jármytanyától és Tormáspusztától pedig 4-4 kilométerre található. Hajdúsámsontól 17, a járási székhelytől, Nagykállótól 21 kilométer választja el.

### Megközelítése
Balkány központja felől a 49 132-es számú mellékúton érhető el, Cibakon és Baloghtanyán át, a tőle keletebbre eső Abapusztáról pedig Vecseren át egy számozatlan alsóbbrendű úton. 
A Szabolcs Volán Zrt. több autóbuszjárata áthalad a városrészen. Egy, amelyik célja Nagymogyorós, illetve egy másik, ami Nyíregyházáról Nagykállón és Balkány központján át Nyíradonyba megy.

## Története
A Koczogh család birtoka volt még az újkorban. Eredeti neve Koczoghtanya volt, mai elnevezése először az 1962. évi Helységnévtárban tűnt fel. Így 1962-től a tanya hivatalos neve Béketelep.

## Nevezetességei
A balkányi tanyavilágban egyedül Béketelepen működik általános iskola. Itt található még a 2000 óta adományokból épülő római katolikus templom, illetve mellette a helyi közösségi ház. A városrészt Jármytanyával összekötő földút mellett egy háborús pince található.

### 2. számú Körzeti Általános Iskola
A körzeti általános iskola a tanyavilág központjában helyezkedik el. Az első iskola építése 1924-ben történt Koczoghtanyán, 1934-ben egy újabb tanteremmel bővült, majd 1960-ban egy akkor modern két tantermes szertárral és irodahelyiséggel, valamint egy szolgálati lakással rendelkező újabb iskola épült. Ettől az évtől kezdve teljesen osztott 8 osztályos iskolaként működik. 1990-ben jelentősebb iskolabővítésre került sor, 3 korszerű tantermet, új bútorokat és a kor követelményeinek megfelelő mosdókat kapott az iskola. 2000 óta a Béketelepen is van zeneoktatás.

## Galéria

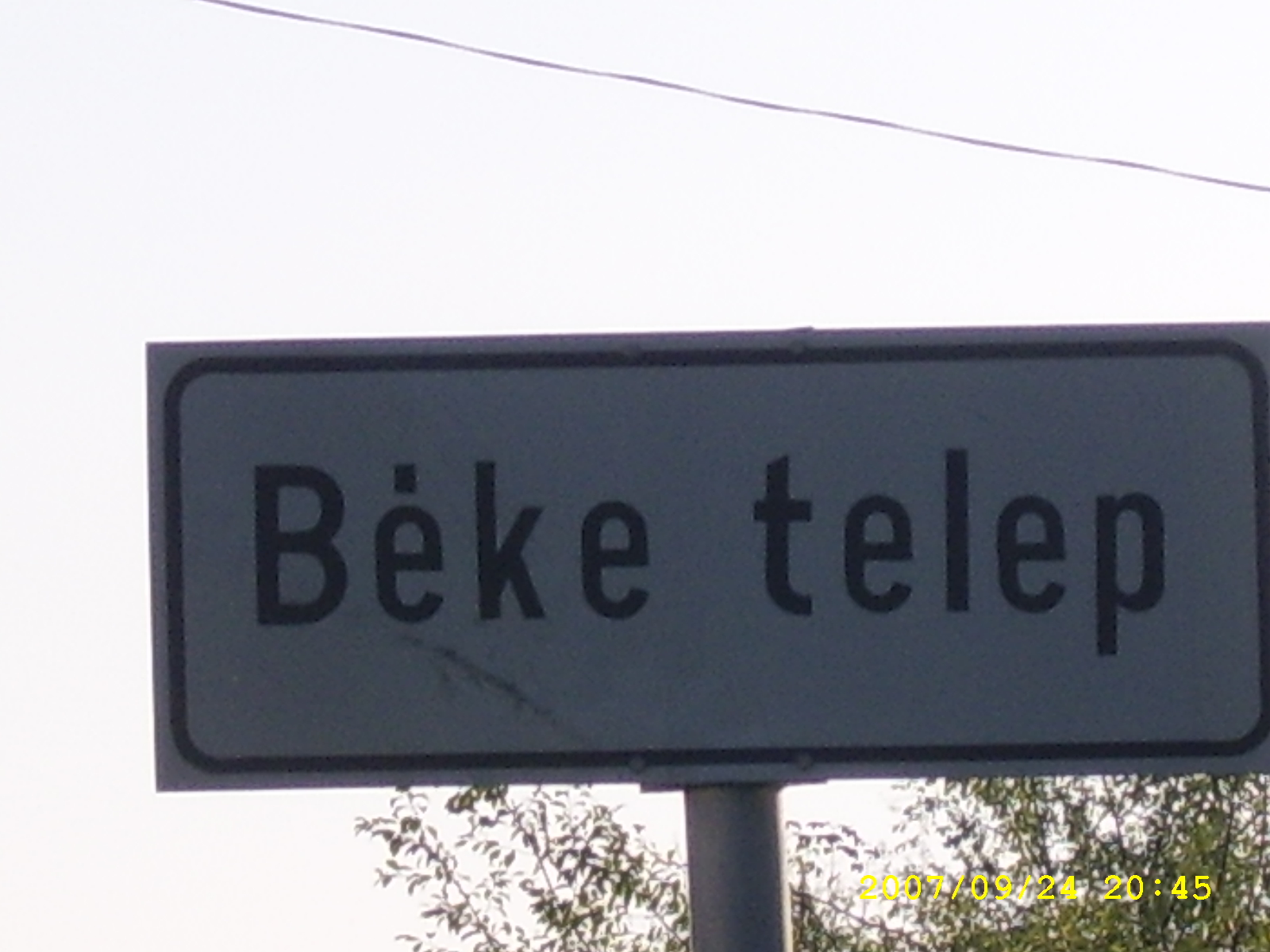
Béke-telep
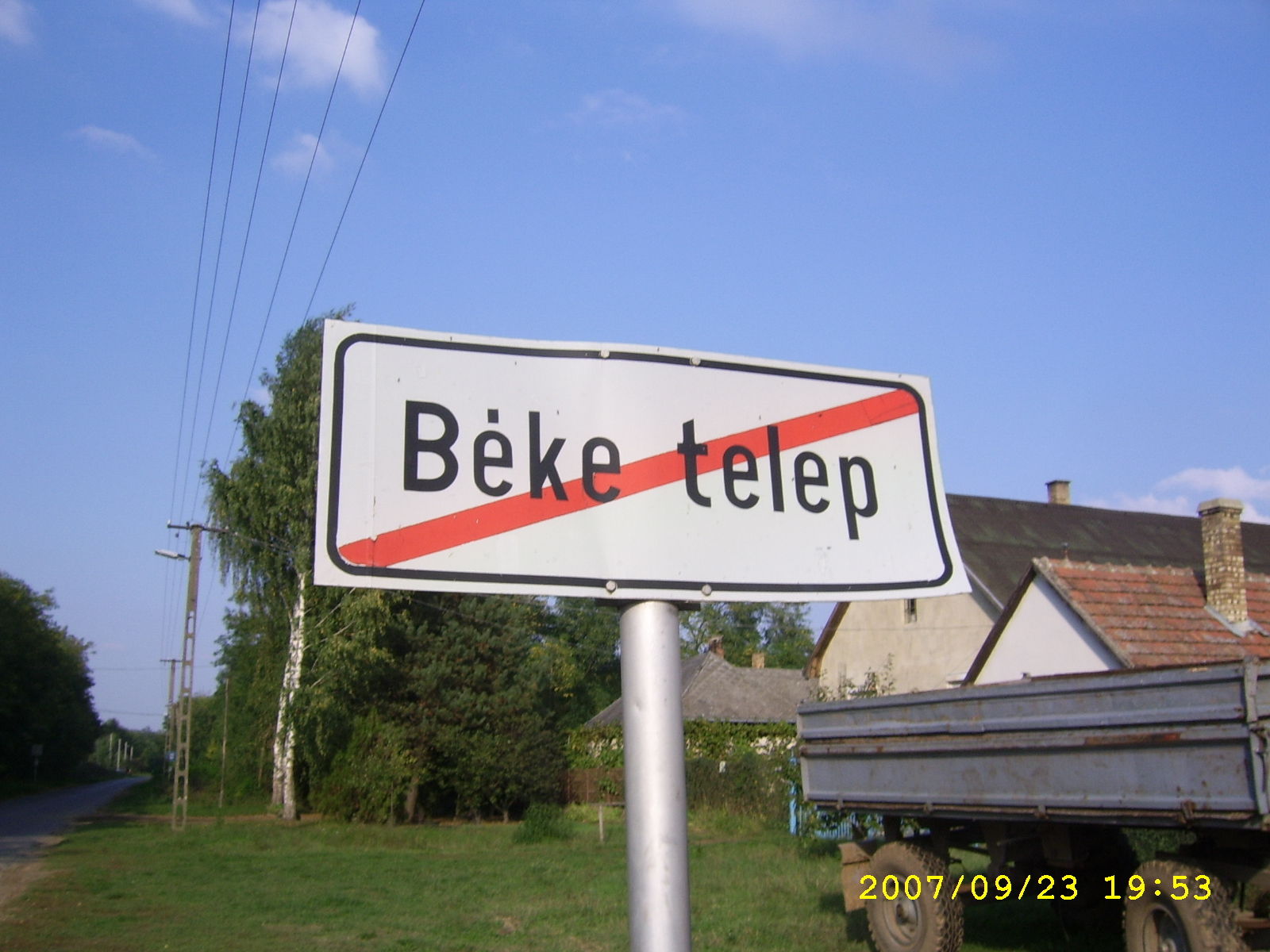
Béke-telep vége